# Мустафа, Марлон
Сулиман-Марлон Мустафа (нем. Suliman-Marlon Mustapha; родился 24 мая 2001 года, Вена, Австрия) — австрийский футболист, нападающий итальянского клуба «Комо», выступающий на правах аренды за «Райндорф Альтах».

## Клубная карьера
Марлон Мустафа является воспитанником австрийского клуба «Ред Булл Зальцбург», из которого он в 2018 году перебрался в Германию, где присоединился к клубу «Майнц 05» и продолжил играть в молодежной команде немецкого клуба.
Перед началом сезона 2021/22 для набора игровой практики футболист вернулся в австрийский чемпионат, где на правах аренды провел полный сезон в клубе «Адмира Ваккер Мёдлинг». Через год футболист вернулся в Майнц и в августе 2022 года дебютировал в немецкой Бундеслиге.

## Карьера в сборной
В октябре 2021 года Мустафа дебютировал в составе молодежной сборной Австрии.